# 恐悪狂人団
恐悪狂人團（きょうあくきょうじんだん）は、日本のハードコアパンク、ノイズバンド。THE CRAZY SKBのプロレスラーとしての活動も含めた、現在の彼の活動すべての原点と言えるバンドであり、現在では実質的に彼のソロユニットと言うべきものとなっている。結成当初、THE CRAZY SKBはボーカルではなくベースを担当しており、このメンバーが後に猛毒となる。
1980年代までは勢力的に活動していたが、1990年代以降はハイテクノロジー・スーサイド、猛毒、QP-CRAZYが活動の中心となったために、ほとんどライブは行われなくなり、2013年8月9日に新代田FEVERで行われた「復活!!殺害サミット 怒涛の3DAYS ダークナイト」は13年振りのライブとなった。

## アルバム
- 「ヘドロ!!」(1983年)
- 「NO!～有為転変を乗り越えて不壊不動の境地に到れ！」(NO!～有為転変を乗り越えて不壊不動の境地に到れ！1988年7月 太陽レコード)

実質的な1stアルバム。このアルバムからジャケットを丸尾末広が手がける。
参加メンバーはthe CRAZY-SKB(Vo)、壷内香(Gt)、兵堂静馬(Ba)、黒潮太郎(Dr)。また、町田町蔵も曲中の台詞で参加している。
- 「合掌～手と手を合わせてFUCK OFF!!～」(1992年2月25日 殺害塩化ビニール)

自身のレーベル「殺害塩化ビニール」初のCDとして発売された2ndアルバム。
このアルバムから、ソロユニット的な形態になり、多数のミュージシャンが参加。曲も単なるハードコアから、打ち込みなどを多用したスタイルとなる。また、CDの仕様も曲間ジャンプが出来ないようになっている。
参加メンバーは、ハイテクノロジー・スーサイドやありぢごく、猛毒などCRAZY SKB氏が当時参加していたバンドのメンバーを中心に、SNAKEHEAD MENのメンバーや山本精一、モダンチョキチョキズのフィリップ君などが参加している。
- 「-禁忌-残虐秘宝館」(2008年12月20日 殺害塩化ビニール)
- 「兇悪-怨鬼怒密六呪経-」(2022年8月15日 殺害塩化ビニール)

## ベストアルバム
- 「邪悪自伝（上巻）」(1998年4月2日・殺害塩化ビニール)
- 「邪悪自伝（下巻）」(1998年4月2日・殺害塩化ビニール)
  - 「恐悪狂人団結成十五回忌供養ディスク」として発売されたベストアルバム。

上巻は86年以前に発売されたシングル・テープから、下巻は「NO!」「合掌」からのセレクションとなっており、特に上巻は「10万円シングル」や非売品バラマキテープなどのレア音源から収録されていたり、初期の貴重な音源を聞くことが出来る。

## 参加オムニバスアルバム
- 「全日本殺害最凶ゲテモノ王座決定リーグ戦」(1992年 殺害塩化ビニール)
  - 殺害塩化ビニールの2枚組オムニバス。恐悪狂人団は「KILL KILL KILL '92(ブタは死ね！)」というトラックで参加。

メンバークレジットは「VOICE&COMPUTERPROGRAMING→SKBtheCRAZY」となっている。
- 「sion tribute ～ain't nothing you can do～」(1995年 BISHAMON LABEL)
  - 「サイレン」のカヴァーで参加。

メンバークレジットは、the CRAZY-SKB(Vo,Gt)、H20-40(Ba)、H20-32（Dr）。
- 「地獄へ堕ちろ!!!!」（2013年4月19日 殺害塩化ビニール）

THE CRAZY SKBの30周年企画アルバムで、現在進行形6バンドによる新録でのオムニバス。恐悪収録曲は「アブラカダブラ」、「幻覚遊戯」、「銀行強盗」の3曲。

## シングル、ソノシート
- 「DEVILISH HURRY」(1984年12月 ソノシート JOKER Record) 
  - ボーカル、ジーザス・クライスト、ギター、KUZU（本多欽一）、ドラム、マッド・デビル（チャクラ）
  - 「邪悪自伝（上巻）」に2曲収録
- 「FRANTIC SAVAGE NOISE」(1985年6月 EP盤 MURDEROUS TAPES)
  - いわゆる「10万円シングル」、限定3枚のみ発売。1枚だけ売れたらしい。「邪悪自伝（上巻）」に6曲収録
- 「死界の魔符」(1986年7月 20cmソノシート 太陽レコード)
  - 「邪悪自伝（上巻）」に2曲収録
- 「KILL KILL KILL」(1987年 EP盤 ?)
- 「カタストロフ」(1989年6月6日 EP盤 CLIMAX RECORDS)

ジャケットイラストは蛭子能収。後に殺害塩化ビニールよりCD化(1994年6月30日)

## カセットテープ
1983年
- 「ぶっ殺してやる」
- 「イマジン」
- 「狂乱ギグ」
- 「○○暗殺計画」
  - 「○○」の部分には、我が国のとても偉いお方の名前が入っている。リリース当時、警視庁や公安が家に押し寄せて、最終的には在庫没収、市場に出回った商品は全て回収になったという。
- 「血餓テロリスト」

1984年
- 「霊安室」
- 「虐殺」

1985年
- 「INTENSE WARFARE」(1985年8月 JOKER Record)
  - 非売品限定50本、ライブ時にバラ撒いたらしい。「邪悪自伝（上巻）」に3曲収録。
- 「FRANTIC SAVAGE NOISE」(1985年10月 MURDEROUS TAPES)
  - カセットケースに五寸釘が打ち込まれている、通称「クギ刺しテープ」。「邪悪自伝（上巻）」に1曲収録。
- 「首吊り立体テープ」(1985年)
  - カセットケースがロープでくくられ吊られた状態で発売されていたらしい。詳細不明。

1986年
- 「邪悪自伝」(1986年 カセットブック 妨害レコード)
  - 「邪悪自伝（上巻）」に5曲収録。
- 「乱痴気AIDオムニバス」(1986年 カセットブック 胎内レーベル)
  - オムニバスのカセットテープ。「邪悪自伝（上巻）」に1曲収録。
- 「LIVE AT '85/86」(1986年 MURDEROUS TAPES)

1987年
- 「地獄の子守唄」(1987年 MURDEROUS TAPES)
  - ハナタラシと組んで出したカセットテープ。山塚アイプロデュース。後にフジヤマよりジャケット違いで再発。

1991年
- 「ボツテイク集」(1991年 殺害塩化ビニール)
  - 「NO!」のボツになった未発表ミックス及び、翌年発売された「合掌」のボツテイクを収録したもの。

上記の他、多数のカセットテープが発売されている。

## ビデオ
- 「アッ！あぶない」(1988年 VTR フジヤマ)
  - 三軒茶屋のレコード屋「フジヤマ」より発売されたライブ映像集。88年渋谷ラ・ママでのライブを中心に構成されている。

なお、このライブにおいてTHE CRAZY SKBは石油を頭からかぶり、それに火をつけようとしていた。何故かわからないがいくつかライターが投げ込まれたが、何度も着火を試みたが火が点かず、客は難を逃れた
- 「殺害と書いてゲテモノと読む！~殺害サミット'92~」(1992年 VTR 殺害塩化ビニール)
  - 1992年8月に渋谷ラ・ママにて行われた「殺害サミット」の様子を収めたビデオ。

恐悪狂人団は最後に登場。ライブ終了時にドラムセットを破壊し、ガソリンを浴びせて放火した。
- 「殺害オムニバス」(1993年? VTR 殺害塩化ビニール)
  - 「殺害カルトビデオシリーズ」第1弾。恐悪狂人団は「合掌」のPVや93年4月の岡山でのライブを収録。